# Condado de Garwolin
Nota linguística: Não confundir hrabstwo (condado) com powiat (divisão administrativa)..
Garwolin (polaco: powiat garwoliński) é um powiat (condado) da Polónia, na voivodia de Mazóvia. A sede é a cidade de Garwolin. Estende-se por uma área de 1284,29 km², com 106 363 habitantes, segundo os censos de 2005, com uma densidade 82,82 hab/km².

## Divisões admistrativas
O condado possui:
Comunas urbanas: Garwolin, Łaskarzew
Comunas urbana-rurais: Pilawa, Żelechów
Comunas rurais: Borowie, Garwolin, Górzno, Łaskarzew, Maciejowice, Miastków Kościelny, Parysów, Sobolew, Trojanów, Wilga
Cidades: Garwolin, Łaskarzew, Pilawa, Żelechów

## Demografia
População (dados de 30 de Junho de 2005):
|          | Total   | Total | Mulheres | Mulheres | Homens  | Homens |
| -------- | ------- | ----- | -------- | -------- | ------- | ------ |
|          | pessoas | %     | pessoas  | %        | pessoas | %      |
| Total    | 106 363 | 100   | 53 696   | 50,5     | 52 667  | 49,5   |
| Cidades  | 29 103  | 100   | 15 032   | 51,7     | 14 071  | 48,3   |
| Povoados | 77 260  | 100   | 38 664   | 50       | 38 596  | 50     |